# ISSF World Cup 2023
Der ISSF World Cup 2023, bestehend aus dreizehn World Cups, fand vom 11. Januar bis 27. November 2023 in elf Städten für die Disziplinen Gewehr, Pistole und laufende Scheibe statt.

## Austragungsorte und zeitlicher Ablauf
| Nr. | Datum           | Ort              | Disziplin                             | Austragungsort                                  |
| --- | --------------- | ---------------- | ------------------------------------- | ----------------------------------------------- |
| 1   | 11.1. – 24.1.   | Rabat            | Flinte                                | Club Les Chênes Shooting Range                  |
| 2   | 27.1 – 7.2.     | Jakarta          | Gewehr/Pistole                        | Senayan Shooting Range                          |
| 3   | 17.2. – 24.2.   | Kairo            | Gewehr/Pistole                        | Egypt International Olympic City Shooting Range |
| 4   | 4.3. – 13.4.    | Doha             | Flinte                                | Lusail Shooting Range                           |
| 5   | 20.3. – 31.3.   | Bhopal           | Gewehr/Pistole                        | Madhya Pradesh Shooting Academy                 |
| 6   | 25.3. – 3.4.    | Larnaka          | Flinte                                | Larnaca Olympic Shooting Range                  |
| 7   | 11.4. – 24.4.   | Lima             | Gewehr/Pistole                        | Las Palmas Shooting Range                       |
| 8   | 25.4. – 6.5.    | Kairo            | Flinte                                | Egypt International Olympic City Shooting Range |
| 9   | 8.5. – 15.5.    | Baku             | Gewehr/Pistole                        | Baku Olympic Shooting Range                     |
| 10  | 20.5. – 29.5.   | Almaty           | Flinte                                | Asanov Shooting Club                            |
| 11  | 6.7. – 17.7.    | Lonato del Garda | Flinte                                | Trap Concaverde                                 |
| 12  | 8.9. – 19.9.    | Rio de Janeiro   | Gewehr/Pistole                        | Centro Militar de Tiro Esportivo                |
| 13  | 18.11. – 27.11. | Doha             | World Cup Final Gewehr/Pistole/Flinte | Lusail Shooting Range                           |

## Ergebnisse

### Gewehr

#### Männer
| 10 m Luftgewehr | 10 m Luftgewehr | 10 m Luftgewehr  | 10 m Luftgewehr        | 10 m Luftgewehr  |
| Nr.             | Wettbewerb      | Gold             | Silber                 | Bronze           |
| --------------- | --------------- | ---------------- | ---------------------- | ---------------- |
| 1               | Jakarta         | Naoya Okada      | Konstantin Malinovskiy | Marcus Madsen    |
| 2               | Kairo           | Rudrankksh Patil | Maximilian Ulbrich     | Miran Maričić    |
| 3               | Bhopal          | Sheng Lihao      | Du Linshu              | Rudrankksh Patil |
| 4               | Lima            | Zalán Pekler     | Naoya Okada            | Jiří Přívratský  |
| 5               | Baku            | Zalán Pekler     | Hriday Hazarika        | Sheng Lihao      |
| 6               | Rio de Janeiro  | Danilo Sollazzo  | Maximilian Dallinger   | Jon-Hermann Hegg |
| 7               | Doha            | Zalán Pekler     | Lazar Kovacevic        | Jiří Přívratský  |

| 10 m Luftgewehr Mannschaft | 10 m Luftgewehr Mannschaft | 10 m Luftgewehr Mannschaft                                 | 10 m Luftgewehr Mannschaft                                        | 10 m Luftgewehr Mannschaft                  |
| Nr.                        | Wettbewerb                 | Gold                                                       | Silber                                                            | Bronze                                      |
| -------------------------- | -------------------------- | ---------------------------------------------------------- | ----------------------------------------------------------------- | ------------------------------------------- |
| 1                          | Jakarta                    | ÖsterreichBernhard Pickl Alexander Schmirl Martin Strempfl | KasachstanKonstantin Malinovskiy Nikita Shakhtorin Islam Sätbajew | SüdkoreaMo Daiseoung You Jaejin Kim Younjae |
| 2                          | Kairo                      | nicht ausgetragen                                          |                                                                   |                                             |
| 3                          | Bhopal                     | nicht ausgetragen                                          |                                                                   |                                             |
| 4                          | Lima                       | nicht ausgetragen                                          |                                                                   |                                             |
| 5                          | Baku                       | nicht ausgetragen                                          |                                                                   |                                             |
| 6                          | Rio de Janeiro             | nicht ausgetragen                                          |                                                                   |                                             |
| 7                          | Doha                       | nicht ausgetragen                                          |                                                                   |                                             |

| 50 m Kleinkaliber Dreistellungskampf | 50 m Kleinkaliber Dreistellungskampf | 50 m Kleinkaliber Dreistellungskampf | 50 m Kleinkaliber Dreistellungskampf | 50 m Kleinkaliber Dreistellungskampf |
| Nr.                                  | Wettbewerb                           | Gold                                 | Silber                               | Bronze                               |
| ------------------------------------ | ------------------------------------ | ------------------------------------ | ------------------------------------ | ------------------------------------ |
| 1                                    | Jakarta                              | Zalán Pekler                         | István Péni                          | Maciej Kowalewicz                    |
| 2                                    | Kairo                                | Aishwary Pratap Singh Tomar          | Alexander Schmirl                    | Andreas Thum                         |
| 3                                    | Bhopal                               | Du Linshu                            | István Péni                          | Jan Lochbihler                       |
| 4                                    | Lima                                 | Jiří Přívratský                      | István Péni                          | Petr Nymburský                       |
| 5                                    | Baku                                 | Jiří Přívratský                      | Serhiy Kulish                        | Petr Nymburský                       |
| 6                                    | Rio de Janeiro                       | Liu Yukun                            | Jon-Hermann Hegg                     | István Péni                          |
| 7                                    | Doha                                 | Lucas Bernard Denis Kryzs            | Liu Yukun                            | Jon-Hermann Hegg                     |

| 50 m Kleinkaliber Dreistellungskampf Mannschaft | 50 m Kleinkaliber Dreistellungskampf Mannschaft | 50 m Kleinkaliber Dreistellungskampf Mannschaft              | 50 m Kleinkaliber Dreistellungskampf Mannschaft                  | 50 m Kleinkaliber Dreistellungskampf Mannschaft     |
| Nr.                                             | Wettbewerb                                      | Gold                                                         | Silber                                                           | Bronze                                              |
| ----------------------------------------------- | ----------------------------------------------- | ------------------------------------------------------------ | ---------------------------------------------------------------- | --------------------------------------------------- |
| 1                                               | Jakarta                                         | IndonesienMohammad Hasan Busri Trisnarmanto Fathur Gustafian | KasachstanIslam Sätbajew Matvey Timofeyev Konstantin Malinovskiy | ÖsterreichThomas Mathis Bernhard Pickl Andreas Thum |
| 2                                               | Kairo                                           | nicht ausgetragen                                            |                                                                  |                                                     |
| 3                                               | Bhopal                                          | nicht ausgetragen                                            |                                                                  |                                                     |
| 4                                               | Lima                                            | nicht ausgetragen                                            |                                                                  |                                                     |
| 5                                               | Baku                                            | nicht ausgetragen                                            |                                                                  |                                                     |
| 6                                               | Rio de Janeiro                                  | nicht ausgetragen                                            |                                                                  |                                                     |
| 7                                               | Doha                                            | nicht ausgetragen                                            |                                                                  |                                                     |

| 50 m Kleinkalibergewehr liegend | 50 m Kleinkalibergewehr liegend | 50 m Kleinkalibergewehr liegend | 50 m Kleinkalibergewehr liegend | 50 m Kleinkalibergewehr liegend |
| Nr.                             | Wettbewerb                      | Gold                            | Silber                          | Bronze                          |
| ------------------------------- | ------------------------------- | ------------------------------- | ------------------------------- | ------------------------------- |
| 1                               | Jakarta                         | Jan Lochbihler                  | Cristoph Duerr                  | Bernhard Pickl                  |
| 2                               | Kairo                           | nicht ausgetragen               |                                 |                                 |
| 3                               | Bhopal                          | nicht ausgetragen               |                                 |                                 |
| 4                               | Lima                            | nicht ausgetragen               |                                 |                                 |
| 5                               | Baku                            | nicht ausgetragen               |                                 |                                 |
| 6                               | Rio de Janeiro                  | nicht ausgetragen               |                                 |                                 |
| 7                               | Doha                            | nicht ausgetragen               |                                 |                                 |

#### Frauen
| 10 m Luftgewehr | 10 m Luftgewehr | 10 m Luftgewehr    | 10 m Luftgewehr      | 10 m Luftgewehr       |
| Nr.             | Wettbewerb      | Gold               | Silber               | Bronze                |
| --------------- | --------------- | ------------------ | -------------------- | --------------------- |
| 1               | Jakarta         | Eszter Mészáros    | Aneta Stankiewicz    | Laura-Georgeta Ilie   |
| 2               | Kairo           | Seonaid McIntosh   | Nina Christen        | Tilottama Sen         |
| 3               | Bhopal          | Huang Yuting       | Mary Carolynn Tucker | Alexandra Le          |
| 4               | Lima            | Zhilin Wang        | Eszter Mészáros      | Jeanette Hegg Duestad |
| 5               | Baku            | Jiayu Han          | Nancy Nancy          | Huang Yuting          |
| 6               | Rio de Janeiro  | Elavenil Valarivan | Océanne Muller       | Jiale Zhang           |
| 7               | Doha            | Aneta Stankiewicz  | Zhilin Wang          | Jeanette Hegg Duestad |

| 10 m Luftgewehr Mannschaft | 10 m Luftgewehr Mannschaft | 10 m Luftgewehr Mannschaft                                         | 10 m Luftgewehr Mannschaft                                          | 10 m Luftgewehr Mannschaft                                                    |
| Nr.                        | Wettbewerb                 | Gold                                                               | Silber                                                              | Bronze                                                                        |
| -------------------------- | -------------------------- | ------------------------------------------------------------------ | ------------------------------------------------------------------- | ----------------------------------------------------------------------------- |
| 1                          | Jakarta                    | KasachstanAlexandra Le Anastassiya Grigoryeva Yelizaveta Bezrukova | SingapurNatanya Huiyi Tan Fernel Qian Ni Tan Martina Lindsay Veloso | IndonesienAudrey Zahra Dhiyaanisa Khairunnisa Salsabela Masayyu Putri Fadilah |
| 2                          | Kairo                      | nicht ausgetragen                                                  |                                                                     |                                                                               |
| 3                          | Bhopal                     | nicht ausgetragen                                                  |                                                                     |                                                                               |
| 4                          | Lima                       | nicht ausgetragen                                                  |                                                                     |                                                                               |
| 5                          | Baku                       | nicht ausgetragen                                                  |                                                                     |                                                                               |
| 6                          | Rio de Janeiro             | nicht ausgetragen                                                  |                                                                     |                                                                               |
| 7                          | Doha                       | nicht ausgetragen                                                  |                                                                     |                                                                               |

| 50 m Kleinkaliber Dreistellungskampf | 50 m Kleinkaliber Dreistellungskampf | 50 m Kleinkaliber Dreistellungskampf | 50 m Kleinkaliber Dreistellungskampf | 50 m Kleinkaliber Dreistellungskampf |
| Nr.                                  | Wettbewerb                           | Gold                                 | Silber                               | Bronze                               |
| ------------------------------------ | ------------------------------------ | ------------------------------------ | ------------------------------------ | ------------------------------------ |
| 1                                    | Jakarta                              | Arina Altukhova                      | Nina Christen                        | Rikke Ibsen                          |
| 2                                    | Kairo                                | Nina Christen                        | Jeanette Hegg Duestad                | Jenny Stene                          |
| 3                                    | Bhopal                               | Zhang Qiongyue                       | Aneta Brabcova                       | Sift Kaur Samra                      |
| 4                                    | Lima                                 | Siyu Xia                             | Mengyao Shi                          | Jeanette Hegg Duestad                |
| 5                                    | Baku                                 | Seonaid McIntosh                     | Jeanette Hegg Duestad                | Lisa Müller                          |
| 6                                    | Rio de Janeiro                       | Jeanette Hegg Duestad                | Nischal Nischal                      | Stephanie Grundsoee                  |
| 7                                    | Doha                                 | Jeanette Hegg Duestad                | Jenny Stene                          | Lisa Müller                          |

| 50 m Kleinkaliber Dreistellungskampf Mannschaft | 50 m Kleinkaliber Dreistellungskampf Mannschaft | 50 m Kleinkaliber Dreistellungskampf Mannschaft | 50 m Kleinkaliber Dreistellungskampf Mannschaft             | 50 m Kleinkaliber Dreistellungskampf Mannschaft                           |
| Nr.                                             | Wettbewerb                                      | Gold                                            | Silber                                                      | Bronze                                                                    |
| ----------------------------------------------- | ----------------------------------------------- | ----------------------------------------------- | ----------------------------------------------------------- | ------------------------------------------------------------------------- |
| 1                                               | Jakarta                                         | SchweizSarina Hitz Franziska Stark Chiara Leone | KasachstanArina Altukhova Yelizaveta Bezrukova Alexandra Le | IndonesienVidya Rafika Toyyiba Diaz Kusumawardani Audrey Zahra Dhiyaanisa |
| 2                                               | Kairo                                           | nicht ausgetragen                               |                                                             |                                                                           |
| 3                                               | Bhopal                                          | nicht ausgetragen                               |                                                             |                                                                           |
| 4                                               | Lima                                            | nicht ausgetragen                               |                                                             |                                                                           |
| 5                                               | Baku                                            | nicht ausgetragen                               |                                                             |                                                                           |
| 6                                               | Rio de Janeiro                                  | nicht ausgetragen                               |                                                             |                                                                           |
| 7                                               | Doha                                            | nicht ausgetragen                               |                                                             |                                                                           |

| 50 m Kleinkalibergewehr liegend | 50 m Kleinkalibergewehr liegend | 50 m Kleinkalibergewehr liegend | 50 m Kleinkalibergewehr liegend | 50 m Kleinkalibergewehr liegend |
| Nr.                             | Wettbewerb                      | Gold                            | Silber                          | Bronze                          |
| ------------------------------- | ------------------------------- | ------------------------------- | ------------------------------- | ------------------------------- |
| 1                               | Jakarta                         | Daniela Pešková                 | Stephanie Grundsoee             | Sarina Hitz                     |
| 2                               | Kairo                           | nicht ausgetragen               |                                 |                                 |
| 3                               | Bhopal                          | nicht ausgetragen               |                                 |                                 |
| 4                               | Lima                            | nicht ausgetragen               |                                 |                                 |
| 5                               | Baku                            | nicht ausgetragen               |                                 |                                 |
| 6                               | Rio de Janeiro                  | nicht ausgetragen               |                                 |                                 |
| 7                               | Doha                            | nicht ausgetragen               |                                 |                                 |

#### Mixed
| 10 m Luftgewehr | 10 m Luftgewehr | 10 m Luftgewehr                     | 10 m Luftgewehr                    | 10 m Luftgewehr                                                      |
| Nr.             | Wettbewerb      | Gold                                | Silber                             | Bronze                                                               |
| --------------- | --------------- | ----------------------------------- | ---------------------------------- | -------------------------------------------------------------------- |
| 1               | Jakarta         | Eszter Meszaros István Péni         | Jasmin Kitzbichler Martin Strempfl | Atena Stankiewicz Maciej Kowalewicz Isabelle Johansson Marcus Madsen |
| 2               | Kairo           | Narmada Nitin Raju Rudrankksh Patil | Eszter Denies István Péni          | Lisa Müller Maximilian Dallinger                                     |
| 3               | Bhopal          | Huang Yuting Sheng Lihao            | Eszter Denies István Péni          | Narendra Nitin Raju Rudrankksh Patil                                 |
| 4               | Lima            | Eszter Denies Zalán Pekler          | Océanne Muller Brian Baudouin      | Atena Stankiewicz Tomasz Bartnik                                     |
| 5               | Baku            | Huang Yuting Sheng Lihao            | Zhilin Wang Haoran Yang            | Aneta Brabcova František Smetana                                     |
| 6               | Rio de Janeiro  | Anna Janßen Maximilian Ulbrich      | Meszaros Eszter Pekler Zalan       | Tashtchiev Olga Sergey Richter                                       |
| 7               | Doha            | nicht ausgetragen                   |                                    |                                                                      |

### Pistole

#### Männer
| 10 m Luftpistole | 10 m Luftpistole | 10 m Luftpistole      | 10 m Luftpistole | 10 m Luftpistole      |
| Nr.              | Wettbewerb       | Gold                  | Silber           | Bronze                |
| ---------------- | ---------------- | --------------------- | ---------------- | --------------------- |
| 1                | Jakarta          | Mukhammad Kamalov     | İsmail Keleş     | Muhamad Iqbal Prabowa |
| 2                | Kairo            | Juraj Tužinský        | Paolo Monna      | Varun Tomar           |
| 3                | Bhopal           | Sarabjot Singh        | Ruslan Lunev     | Varun Tomar           |
| 4                | Lima             | Damir Mikec           | Zhang Bowen      | İsmail Keleş          |
| 4                | Baku             | Sajjad Pourhosseini   | Oleh Omelchuk    | Robin Walter          |
| 4                | Rio de Janeiro   | Federico Nilo Maldini | Emils Vasermanis | Lauris Strautmanis    |
| 4                | Doha             | Robin Walter          | Paolo Monna      | Juraj Tužinský        |

| 10 m Luftpistole Mannschaft | 10 m Luftpistole Mannschaft | 10 m Luftpistole Mannschaft                 | 10 m Luftpistole Mannschaft                                  | 10 m Luftpistole Mannschaft                     |
| Nr.                         | Wettbewerb                  | Gold                                        | Silber                                                       | Bronze                                          |
| --------------------------- | --------------------------- | ------------------------------------------- | ------------------------------------------------------------ | ----------------------------------------------- |
| 1                           | Jakarta                     | TürkeiBugra Tavsan İsmail Keleş Yusuf Dikeç | KasachstanNikita Chiryukin Alexey Lotarev Valeriy Rakhimzhan | SüdkoreaKim Mo-se Han Seung-woo Kim Cheong-yong |
| 2                           | Kairo                       | nicht ausgetragen                           |                                                              |                                                 |
| 3                           | Bhopal                      | nicht ausgetragen                           |                                                              |                                                 |
| 4                           | Lima                        | nicht ausgetragen                           |                                                              |                                                 |
| 5                           | Baku                        | nicht ausgetragen                           |                                                              |                                                 |
| 6                           | Rio de Janeiro              | nicht ausgetragen                           |                                                              |                                                 |
| 7                           | Doha                        | nicht ausgetragen                           |                                                              |                                                 |

| 25 m Schnellfeuerpistole | 25 m Schnellfeuerpistole | 25 m Schnellfeuerpistole | 25 m Schnellfeuerpistole | 25 m Schnellfeuerpistole |
| Nr.                      | Wettbewerb               | Gold                     | Silber                   | Bronze                   |
| ------------------------ | ------------------------ | ------------------------ | ------------------------ | ------------------------ |
| 1                        | Jakarta                  | Nikita Chiryukin         | Sergei Evglevski         | Song Jong-ho             |
| 2                        | Kairo                    | Massimo Spinnela         | Clément Bessaguet        | Anish Bhanwala           |
| 3                        | Bhopal                   | Zhang Jueming            | Clément Bessaguet        | Christian Reitz          |
| 4                        | Lima                     | Clément Bessaguet        | Matěj Rampula            | Ruslan Lunev             |
| 4                        | Baku                     | Li Yuehong               | Clément Bessaguet        | Florian Peter            |
| 4                        | Rio de Janeiro           | Jean Quiquampoix         | Lu Zhiming               | Oskar Miliwek            |
| 4                        | Doha                     | Florian Peter            | Li Yuehong               | Anish Bhanwala           |

#### Frauen
| 10 m Luftpistole | 10 m Luftpistole | 10 m Luftpistole  | 10 m Luftpistole | 10 m Luftpistole |
| Nr.              | Wettbewerb       | Gold              | Silber           | Bronze           |
| ---------------- | ---------------- | ----------------- | ---------------- | ---------------- |
| 1                | Jakarta          | Oh Ye-jin         | Sylvia Steiner   | Liu Heng Yu      |
| 2                | Kairo            | Veronika Major    | Zorana Arunović  | Anna Korakaki    |
| 3                | Bhopal           | Li Xue            | Doreen Vennekamp | Qian Wei         |
| 4                | Lima             | Jiang Ranxin      | Klaudia Breś     | Zhao Nan         |
| 4                | Baku             | Anna Korakaki     | Olena Kostevych  | Rhythm Sangwan   |
| 4                | Rio de Janeiro   | Elmira Karapetyan | Wang Siyu        | Qian Wei         |
| 4                | Doha             | Li Xue            | Zhao Nan         | Jiang Ranxin     |

| 10 m Luftpistole Mannschaft | 10 m Luftpistole Mannschaft | 10 m Luftpistole Mannschaft               | 10 m Luftpistole Mannschaft                                   | 10 m Luftpistole Mannschaft                                                  |
| Nr.                         | Wettbewerb                  | Gold                                      | Silber                                                        | Bronze                                                                       |
| --------------------------- | --------------------------- | ----------------------------------------- | ------------------------------------------------------------- | ---------------------------------------------------------------------------- |
| 1                           | Jakarta                     | SüdkoreaOh Ye Jin Kim Juhee Yoh Min Kyung | UsbekistanAlina Tarasova Nigina Saidkulova Sitora Erghashoeva | IndonesienLily Sulistiadewi Tirthajaya Rihadatul Asyifa Arista Putri Darmoyo |
| 2                           | Kairo                       | nicht ausgetragen                         |                                                               |                                                                              |
| 3                           | Bhopal                      | nicht ausgetragen                         |                                                               |                                                                              |
| 4                           | Lima                        | nicht ausgetragen                         |                                                               |                                                                              |
| 5                           | Baku                        | nicht ausgetragen                         |                                                               |                                                                              |
| 6                           | Rio de Janeiro              | nicht ausgetragen                         |                                                               |                                                                              |
| 7                           | Doha                        | nicht ausgetragen                         |                                                               |                                                                              |

| 25 m Pistole | 25 m Pistole   | 25 m Pistole     | 25 m Pistole      | 25 m Pistole     |
| Nr.          | Wettbewerb     | Gold             | Silber            | Bronze           |
| ------------ | -------------- | ---------------- | ----------------- | ---------------- |
| 1            | Jakarta        | Sylvia Steiner   | Teh Xiu Hong      | Kwak Jung-hye    |
| 2            | Kairo          | Veronika Major   | Doreen Vennekamp  | Teh Giu Yi       |
| 3            | Bhopal         | Doreen Vennekamp | Du Ziyue          | Manu Bhaker      |
| 4            | Lima           | Feng Sixuan      | Anastasiia Nimets | Zhao Nan         |
| 4            | Baku           | Feng Sixuan      | Hanieh Rostamian  | Doreen Vennekamp |
| 4            | Rio de Janeiro | Veronika Major   | Shang Kaiyan      | Chen Yan         |
| 4            | Doha           | Feng Sixuan      | Doreen Vennekamp  | Zhao Nan         |

| 25 m Pistole Mannschaft | 25 m Pistole Mannschaft | 25 m Pistole Mannschaft                       | 25 m Pistole Mannschaft                            | 25 m Pistole Mannschaft                                |
| Nr.                     | Wettbewerb              | Gold                                          | Silber                                             | Bronze                                                 |
| ----------------------- | ----------------------- | --------------------------------------------- | -------------------------------------------------- | ------------------------------------------------------ |
| 1                       | Jakarta                 | SingapurTeh Xiu Hong Theo Shun Xie Teh Xiu Yi | SüdkoreaOh Min Kyung Kwak Jung-hye Hwang Seongeoun | KasachstanOlga Axenova Irina Yunusmetova Saule Alimbek |
| 2                       | Kairo                   | nicht ausgetragen                             |                                                    |                                                        |
| 3                       | Bhopal                  | nicht ausgetragen                             |                                                    |                                                        |
| 4                       | Lima                    | nicht ausgetragen                             |                                                    |                                                        |
| 5                       | Baku                    | nicht ausgetragen                             |                                                    |                                                        |
| 6                       | Rio de Janeiro          | nicht ausgetragen                             |                                                    |                                                        |
| 7                       | Doha                    | nicht ausgetragen                             |                                                    |                                                        |

#### Mixed
| 10 m Luftpistole | 10 m Luftpistole | 10 m Luftpistole                           | 10 m Luftpistole            | 10 m Luftpistole                                                        |
| Nr.              | Wettbewerb       | Gold                                       | Silber                      | Bronze                                                                  |
| ---------------- | ---------------- | ------------------------------------------ | --------------------------- | ----------------------------------------------------------------------- |
| 1                | Jakarta          | Arista Putri Darmoyo Muhamad Iqbal Prabowa | Oh Min-kyung Kim Mo-se      | Irina Yunusmetova Valeriy Rakhimzhan Sylvia Steiner Richard Zechmeister |
| 2                | Kairo            | Rhythm Sangwan Varun Tomar                 | Zorana Arunović Damir Mikec | Sandra Reitz Robin Walter                                               |
| 3                | Bhopal           | Wei Qian Jinyao Liu                        | Varun Tomar Rhythm Sangwan  | Xue Li Pengqi Hu                                                        |
| 4                | Lima             | Zorana Arunović Damir Mikec                | Jiang Ranxin Zhang Bowen    | Zhao Nan Hu Kai                                                         |
| 4                | Baku             | Sarabjot Singh Divya Thadigol Subbaraju    | Zorana Arunović Damir Mikec | Şimal Yılmaz İsmail Keleş                                               |
| 4                | Rio de Janeiro   | Zorana Arunović Damir Mikec                | Wei Qian Bu Shuaihang       | Maria Varricchio Paolo Monna                                            |
| 4                | Doha             | Nicht ausgetragen                          |                             |                                                                         |

### Flinte

#### Männer
| Trap | Trap             | Trap                  | Trap                  | Trap                 |
| Nr.  | Wettbewerb       | Gold                  | Silber                | Bronze               |
| ---- | ---------------- | --------------------- | --------------------- | -------------------- |
| 1    | Rabat            | Matthew Coward-Holley | David Kostelecký      | Joao Azevedo         |
| 2    | Doha             | Oguzhan Tuzun         | Matthew Coward-Holley | Prithviraj Tondaiman |
| 3    | Larnaka          | Anton Glasnović       | Andreas Makri         | Abdel-Aziz Mehelba   |
| 4    | Kairo            | Jiri Liptak           | Massimo Fabbrizi      | James Willett        |
| 5    | Almaty           | Massimo Fabbrizi      | James Willett         | Khaled al-Mudhaf     |
| 6    | Lonato del Garda | Nathan Hales          | Ying Qi               | Prithviraj Tondaiman |
| 7    | Doha             | Abdel-Aziz Mehelba    | Daniele Resca         | Nathan Hales         |

| Trap Mannschaft | Trap Mannschaft  | Trap Mannschaft                                             | Trap Mannschaft                                                       | Trap Mannschaft                                              |
| Nr.             | Wettbewerb       | Gold                                                        | Silber                                                                | Bronze                                                       |
| --------------- | ---------------- | ----------------------------------------------------------- | --------------------------------------------------------------------- | ------------------------------------------------------------ |
| 1               | Rabat            | KroatienGiovanni Cernogoraz Josip Glasnović Anton Glasnovic | PortugalJoao Azevedo Jose Manuel Bruno Faria Armelim Filipe Rodrigues | Vereinigte StaatenDerek Haldeman William Hinton Derrick Mein |
| 2               | Doha             | nicht ausgetragen                                           |                                                                       |                                                              |
| 3               | Larnaka          | nicht ausgetragen                                           |                                                                       |                                                              |
| 4               | Kairo            | nicht ausgetragen                                           |                                                                       |                                                              |
| 5               | Almaty           | nicht ausgetragen                                           |                                                                       |                                                              |
| 6               | Lonato del Garda | nicht ausgetragen                                           |                                                                       |                                                              |
| 7               | Doha             | nicht ausgetragen                                           |                                                                       |                                                              |

| Skeet | Skeet            | Skeet                   | Skeet              | Skeet            |
| Nr.   | Wettbewerb       | Gold                    | Silber             | Bronze           |
| ----- | ---------------- | ----------------------- | ------------------ | ---------------- |
| 1     | Rabat            | Nikolaos Mavrommatis    | Azmy Mehelba       | Valerio Palmucci |
| 2     | Doha             | Gabriele Rossetti       | Vincent Hancock    | Luigi Lodde      |
| 3     | Larnaka          | Erik Pittini            | Eetu Kallioinen    | Sven Korte       |
| 4     | Kairo            | Gabriele Rossetti       | Elia Sdruccioli    | Jesper Hansen    |
| 5     | Almaty           | Efthimios Mitas         | Georgios Achilleos | Giancarlo Tazza  |
| 6     | Lonato del Garda | Jesper Hansen           | Tammaro Cassandro  | Eetu Kallioinen  |
| 7     | Doha             | Emil Kjelgaard Petersen | Azmy Mehelba       | Elia Sdruccioli  |

| Skeet Mannschaft | Skeet Mannschaft | Skeet Mannschaft                                                     | Skeet Mannschaft                                             | Skeet Mannschaft                                      |
| Nr.              | Wettbewerb       | Gold                                                                 | Silber                                                       | Bronze                                                |
| ---------------- | ---------------- | -------------------------------------------------------------------- | ------------------------------------------------------------ | ----------------------------------------------------- |
| 1                | Rabat            | Vereinigte StaatenChristian Elliott Conner Lynn Prince Dustan Taylor | KuwaitMohammad Aldaihani Abdulazis Alsaad Mansour Al Rashedi | AserbaidschanFuad Gurbanov Javid Hasanov Emin Jafarov |
| 2                | Doha             | nicht ausgetragen                                                    |                                                              |                                                       |
| 3                | Larnaka          | nicht ausgetragen                                                    |                                                              |                                                       |
| 4                | Kairo            | nicht ausgetragen                                                    |                                                              |                                                       |
| 5                | Almaty           | nicht ausgetragen                                                    |                                                              |                                                       |
| 6                | Lonato del Garda | nicht ausgetragen                                                    |                                                              |                                                       |
| 7                | Doha             | nicht ausgetragen                                                    |                                                              |                                                       |

#### Frauen
| Trap | Trap             | Trap                   | Trap                       | Trap                  |
| Nr.  | Wettbewerb       | Gold                   | Silber                     | Bronze                |
| ---- | ---------------- | ---------------------- | -------------------------- | --------------------- |
| 1    | Rabat            | Mar Molné Magriñà      | Safiye Sarıtürk Temizdemir | Rachel Tozier         |
| 2    | Doha             | Penny Smith            | Zuzana Rehák-Štefečeková   | Alicia Kathleen Gough |
| 3    | Larnaka          | Lucy Hall              | Wu Cuicui                  | Penny Smith           |
| 4    | Kairo            | Maria Coelho de Barros | Lin Yi-chun                | Wang Xiaojing         |
| 5    | Almaty           | Mar Molné Magriñà      | Fátima Gálvez              | Catherine Skinner     |
| 6    | Lonato del Garda | Laetisha Scanlan       | Fátima Gálvez              | Rümeysa Pelin Kaya    |
| 7    | Doha             | Silvana Stanco         | Fátima Gálvez              | Jessica Rossi         |

| Trap Mannschaft | Trap Mannschaft  | Trap Mannschaft                           | Trap Mannschaft                                               | Trap Mannschaft                                                              |
| Nr.             | Wettbewerb       | Gold                                      | Silber                                                        | Bronze                                                                       |
| --------------- | ---------------- | ----------------------------------------- | ------------------------------------------------------------- | ---------------------------------------------------------------------------- |
| 1               | Rabat            | SüdkoreaOh Ye Jin Kim Juhee Yoh Min Kyung | UsbekistanAlina Tarasova Nigina Saidkulova Sitora Erghashoeva | IndonesienLily Sulistiadewi Tirthajaya Rihadatul Asyifa Arista Putri Darmoyo |
| 2               | Doha             | nicht ausgetragen                         |                                                               |                                                                              |
| 3               | Larnaka          | nicht ausgetragen                         |                                                               |                                                                              |
| 4               | Kairo            | nicht ausgetragen                         |                                                               |                                                                              |
| 4               | Almaty           | nicht ausgetragen                         |                                                               |                                                                              |
| 4               | Lonato del Garda | nicht ausgetragen                         |                                                               |                                                                              |
| 4               | Doha             | nicht ausgetragen                         |                                                               |                                                                              |

| Skeet | Skeet            | Skeet           | Skeet                  | Skeet                |
| Nr.   | Wettbewerb       | Gold            | Silber                 | Bronze               |
| ----- | ---------------- | --------------- | ---------------------- | -------------------- |
| 1     | Rabat            | Kimberly Rhode  | Emmanouela Katzouraki  | Konstantia Nikolaou  |
| 2     | Doha             | Kimberly Rhode  | Samantha Simonton      | Simona Scocchetti    |
| 3     | Larnaka          | Danka Barteková | Gao Jinmei             | Francisca Crovetto   |
| 4     | Kairo            | Jiang Yiting    | Simona Scocchetti      | Nadine Messerschmidt |
| 4     | Almaty           | Assem Orynbay   | Ganemat Sekhon         | Darshna Rathore      |
| 4     | Lonato del Garda | Dania Vizzi     | Samantha Simonton      | Jiang Yiting         |
| 4     | Doha             | Assem Orynbay   | Chiara Di Marziantonio | Dania Vizzi          |

| Skeet Mannschaft | Skeet Mannschaft | Skeet Mannschaft                                         | Skeet Mannschaft                                                    | Skeet Mannschaft                                   |
| Nr.              | Wettbewerb       | Gold                                                     | Silber                                                              | Bronze                                             |
| ---------------- | ---------------- | -------------------------------------------------------- | ------------------------------------------------------------------- | -------------------------------------------------- |
| 1                | Rabat            | KasachstanZoya Kravchenko Assem Orynbay Adel Sadakbayeva | Vereinigte StaatenKatharina Monika Jacob Kimberly Rhode Dania Vizzi | BahrainLatifa Alnajem Maryam Alasam Maryam Hassani |
| 2                | Doha             | nicht ausgetragen                                        |                                                                     |                                                    |
| 3                | Larnaka          | nicht ausgetragen                                        |                                                                     |                                                    |
| 4                | Kairo            | nicht ausgetragen                                        |                                                                     |                                                    |
| 4                | Almaty           | nicht ausgetragen                                        |                                                                     |                                                    |
| 4                | Lonato del Garda | nicht ausgetragen                                        |                                                                     |                                                    |
| 4                | Doha             | nicht ausgetragen                                        |                                                                     |                                                    |

#### Mixed
| Trap | Trap             | Trap                                     | Trap                               | Trap                                                |
| Nr.  | Wettbewerb       | Gold                                     | Silber                             | Bronze                                              |
| ---- | ---------------- | ---------------------------------------- | ---------------------------------- | --------------------------------------------------- |
| 1    | Rabat            | Rachel Tozier Derrick Mein               | Tomasz Pasierbski Sandra Bernal    | Anna Rita Rodrigues Armelim Filipe Rodrigues        |
| 2    | Doha             | William Hinton Alicia Kathleen Gough     | Talal Al-Rashidi Sarah Al-Hawal    | Piotr Kowalczyk Sandra Bernal                       |
| 3    | Larnaka          | Joao Azevedo Maria Ines Coelho De Barros | Walton Eller Alicia Kathleen Gough | Adrián Drobný Zuzana Rehák-Štefečeková              |
| 4    | Kairo            | Nicht ausgetragen                        |                                    |                                                     |
| 4    | Almaty           | Victor Khassyanov Mariya Dmitriyenko     | Tolga Tuncer Rümeysa Pelin Kaya    | Mohammad Hossein Parvareshnia Marziyeh Parvareshnia |
| 4    | Lonato del Garda | Nicht ausgetragen                        |                                    |                                                     |
| 4    | Doha             | Nicht ausgetragen                        |                                    |                                                     |

| Skeet | Skeet            | Skeet                                     | Skeet                                          | Skeet                                     |
| Nr.   | Wettbewerb       | Gold                                      | Silber                                         | Bronze                                    |
| ----- | ---------------- | ----------------------------------------- | ---------------------------------------------- | ----------------------------------------- |
| 1     | Rabat            | Katharina Monika Jacob Conner Lynn Prince | Dania Vizzi Christian Elliott                  | Ioannis Gkogkolakis Emmanouela Katzouraki |
| 2     | Doha             | Kimberly Rhode Vincent Hancock            | Lucie Anastassiou Éric Delaunay                | Diana Bacosi Lodde Luigi                  |
| 3     | Larnaka          | Sven Korte Nadine Messerschmidt           | Petros Englezoudis Anastasia Eleftheriou       | Hector Flores Francisca Crovetto          |
| 4     | Kairo            | Mairaj Ahmad Khan Ganemat Sekhon          | Luis Raul Gallardo Oliveros Gabriela Rodriguez | Simona Scocchetti Gabriele Rossetti       |
| 4     | Almaty           | Tammaro Cassandro Chiara Cainero          | Eduard Yechshenko Assem Orynbay                | Diana Bacosi Gabriele Rossetti            |
| 4     | Lonato del Garda | Austen Smith Vincent Hancock              | Hector Flores Francisca Crovetto               | Eduard Yechshenko Assem Orynbay           |
| 4     | Doha             | Nicht ausgetragen                         |                                                |                                           |

## Medaillenspiegel
| Platz  | Land                   | Gold | Silber | Bronze | Gesamt |
| ------ | ---------------------- | ---- | ------ | ------ | ------ |
| 01     | Volksrepublik China    | 20   | 17     | 14     | 51     |
| 02     | Vereinigte Staaten     | 10   | 7      | 4      | 21     |
| 03     | Ungarn                 | 10   | 7      | 1      | 18     |
| 04     | Italien                | 9    | 8      | 10     | 27     |
| 05     | Indien                 | 8    | 5      | 13     | 26     |
| 06     | Kasachstan             | 7    | 7      | 5      | 19     |
| 07     | Deutschland            | 5    | 5      | 10     | 20     |
| 08     | Vereinigtes Königreich | 5    | 1      | 1      | 7      |
| 09     | Schweiz                | 4    | 4      | 2      | 10     |
| 10     | Frankreich             | 3    | 6      | —      | 9      |
| 11     | Tschechien             | 3    | 3      | 5      | 11     |
| 12     | Serbien                | 3    | 3      | 5      | 11     |
| 13     | Griechenland           | 3    | 1      | 2      | 6      |
| 13     | Slowakei               | 3    | 1      | 2      | 6      |
| 15     | Norwegen               | 2    | 4      | 6      | 12     |
| 16     | Türkei                 | 2    | 4      | 3      | 9      |
| 17     | Österreich             | 2    | 3      | 4      | 9      |
| 18     | Spanien                | 2    | 3      | —      | 5      |
| 19     | Südkorea               | 2    | 2      | 4      | 8      |
| 20     | Australien             | 2    | 2      | 3      | 7      |
| 21     | Dänemark               | 2    | 1      | 3      | 6      |
| 22     | Portugal               | 2    | 1      | 2      | 5      |
| 23     | Indonesien             | 2    | —      | 4      | 6      |
| 24     | Kroatien               | 2    | —      | 1      | 3      |
| 25     | Polen                  | 1    | 3      | 5      | 9      |
| 26     | Ägypten                | 1    | 2      | 1      | 4      |
| 26     | Singapur               | 1    | 2      | 1      | 4      |
| 28     | Iran                   | 1    | 1      | 1      | 3      |
| 29     | Japan                  | 1    | 1      | —      | 2      |
| 29     | Usbekistan             | 1    | 1      | —      | 2      |
| 31     | Armenien               | 1    | —      | —      | 1      |
| 32     | Ukraine                | —    | 4      | —      | 4      |
| 33     | Zypern                 | —    | 3      | 1      | 4      |
| 34     | Kuwait                 | —    | 2      | 2      | 4      |
| 35     | Aserbaidschan          | —    | 1      | 2      | 3      |
| 35     | Chile                  | —    | 1      | 2      | 3      |
| 37     | Taiwan                 | —    | 1      | 1      | 2      |
| 37     | Finnland               | —    | 1      | 1      | 2      |
| 37     | Lettland               | —    | 1      | 1      | 2      |
| 40     | Mexiko                 | —    | 1      | —      | 1      |
| 41     | Schweden               | —    | —      | 2      | 2      |
| 42     | Bahrain                | —    | —      | 1      | 1      |
| 42     | Israel                 | —    | —      | 1      | 1      |
| 42     | Rumänien               | —    | —      | 1      | 1      |
| Gesamt | Gesamt                 | 120  | 120    | 122    | 362    |